# Lauren Silver
Pour les articles homonymes, voir Silver.
Lauren Amanda Silver, née le 22 mars 1993 à Miami, est une footballeuse internationale jamaïcaine évoluant au poste de milieu de terrain.

## Biographie

### Parcours en équipe nationale
Bien qu'elle soit née aux États-Unis, elle choisit de jouer pour la Jamaïque, son grand-père maternel étant Jamaïcain. Elle fait ses débuts en équipe nationale lors du Championnat féminin de la CONCACAF 2014.
Elle marque son premier but en sélection lors du second tour des éliminatoires du Championnat féminin de la CONCACAF 2018 face à Cuba (victoire 6-1).